# Ewelina Brzezińska
Ewelina Brzezińska z d. Sieczka (ur. 26 stycznia 1988 w Sosnowcu) – polska siatkarka grająca na pozycji przyjmującej, reprezentantka kraju. Od sezonu 2020/2021 występuje w szwajcarskiej drużynie VBC Glaronia.

## Sukcesy klubowe
Mistrzostwo Polski:
- 2012
- 2011, 2014
- 2010

Puchar Polski:
- 2012

## Sukcesy reprezentacyjne
Letnia Uniwersjada:
- 2009